# Isabella County
Isabella County ist ein County im Bundesstaat Michigan der Vereinigten Staaten. Der Verwaltungssitz (County Seat) ist Mount Pleasant. Das U.S. Census Bureau hat bei der Volkszählung 2020 eine Einwohnerzahl von 64.394 ermittelt.

## Geographie
Das County liegt nahezu zentral in der Unteren Halbinsel von Michigan und hat eine Fläche von 1496 Quadratkilometern, wovon neun Quadratkilometer Wasserfläche sind. Es grenzt im Uhrzeigersinn an folgende Countys: Midland County, Gratiot County, Montcalm County, Mecosta County und Clare County.

## Geschichte
Isabella County wurde 1831 aus Teilen des Mackinac County und freiem Territorium gebildet. Benannt wurde es nach Isabella I., Königin von Kastilien, der Schirmherrin von Christoph Kolumbus.
Vier Bauwerke des Countys sind im National Register of Historic Places eingetragen (Stand 25. November 2017).

## Demografische Daten

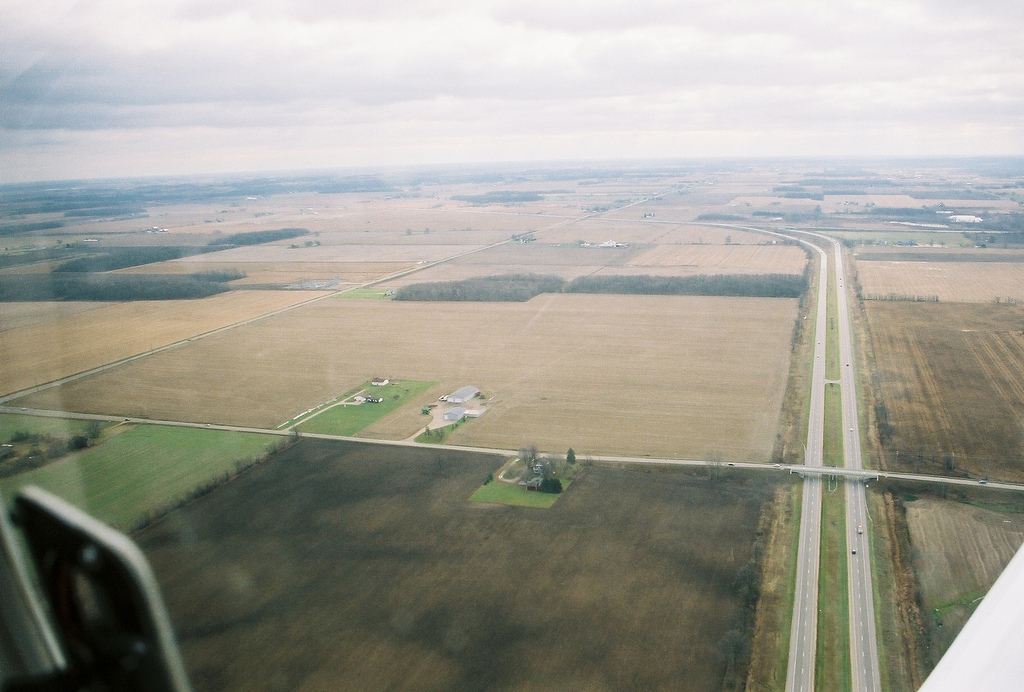
Isabella County aus der Vogelperspektive

Nach einer offiziellen Schätzung im Jahr 2006  lebten hier 65.818 Menschen in 22.425 Haushalten und 13.006 Familien. Die Bevölkerungsdichte betrug 43 Einwohner pro Quadratkilometer. Ethnisch betrachtet setzte sich die Bevölkerung zusammen aus 91,51 Prozent Weißen, 1,93 Prozent Afroamerikanern, 2,75 Prozent amerikanischen Ureinwohnern, 1,40 Prozent Asiaten, 0,05 Prozent Bewohnern aus dem pazifischen Inselraum und 0,68 Prozent aus anderen ethnischen Gruppen; 1,68 Prozent stammten von zwei oder mehr Ethnien ab. 2,24 Prozent der Bevölkerung waren spanischer oder lateinamerikanischer Abstammung.
Von den 22.425 Haushalten hatten 28,4 Prozent Kinder unter 18 Jahren, die bei ihnen lebten. 45,4 Prozent waren verheiratete, zusammenlebende Paare, 8,9 Prozent waren allein erziehende Mütter und 42,0 Prozent waren keine Familien. 23,8 Prozent waren Singlehaushalte und in 7,3 Prozent lebten Menschen im Alter von 65 Jahren oder darüber. Die Durchschnittshaushaltsgröße betrug 2,55 und die durchschnittliche Familiengröße lag bei 3,03 Personen.
20,3 Prozent der Bevölkerung waren unter 18 Jahre alt. 29,4 Prozent zwischen 18 und 24 Jahre, 23,8 Prozent zwischen 25 und 44 Jahre, 17,4 Prozent zwischen 45 und 64 Jahre und 9,0 Prozent waren 65 Jahre oder älter. Das Durchschnittsalter betrug 25 Jahre. Auf 100 weibliche Personen kamen 91,4 männliche Personen. Auf 100 Frauen im Alter von 18 Jahren und darüber kamen statistisch 88,6 Männer.
Das jährliche Durchschnittseinkommen eines Haushalts betrug 34.262 USD, das Durchschnittseinkommen einer Familie 45.953 USD. Männer hatten ein Durchschnittseinkommen von 32.270 USD, Frauen 24.180 USD. Das Prokopfeinkommen betrug 16.242 USD. 7,4 Prozent der Familien und 20,4 Prozent der Bevölkerung lebten unterhalb der Armutsgrenze.

## Orte im County
- Alembic
- Beal City
- Blanchard
- Brinton
- Broomfield Center
- Clare
- Coe
- Crawford
- Deerfield Center
- Delwin
- Drew
- Herrick
- Horr
- Jordan
- Lake Isabella
- Leaton
- Loomis
- Millbrook
- Mount Pleasant
- Rolland Center
- Rosebush
- Shepherd
- Sherman City
- Strickland
- Summerton
- Two Rivers
- Weidman
- Winn
- Wise
- Woods

Townships
- Broomfield Township
- Chippewa Township
- Coe Township
- Coldwater Township
- Deerfield Township
- Denver Township
- Fremont Township
- Gilmore Township
- Isabella Township
- Lincoln Township
- Nottawa Township
- Rolland Township
- Sheridan Township
- Union Charter Township
- Vernon Township
- Wise Township